# Hey nana
Hey nana is een nummer van de Belgische zangeres Micha Marah. 
In 1979 werd Micha Marah zonder competitie uitgekozen om België te vertegenwoordigen op het Eurovisiesongfestival 1979 in de Israëlische hoofdstad Jeruzalem. Tijdens de preselectie op 3 maart 1979 zong ze drie liedjes: Mijn dagboek, Comment ça va en Hey nana. Het laatste werd gekozen om naar Jeruzalem te gaan. 
Marah verfoeide het liedje echter en dreigde zich terug te trekken. De situatie dreigde te escaleren toen ze Hey nana als plagiaat wilde laten aanmerken met de bedoeling het te diskwalificeren. Zangeres Nancy Dee werd benaderd als vervangster. 
Uiteindelijk reisde Micha Marah toch af naar Israël. Op 31 maart 1979 zong zij het gewraakte liedje. Ze eindigde er als 18de en gedeelde laatste, met amper vijf punten. Daarna wilde ze Hey nana nooit meer zingen. Het verscheen ook niet op single.
In 1985 bracht schrijver Charles Dumolin een eigen versie uit op single.
Op 11 mei 2017 was ze te gast bij Van Gils en songfestival op de dag van de tweede Semi finale. Hierin heeft ze, onder leiding van Miguel Wiels, het liedje Hey Nana toch nog een keer gebracht.

## Resultaat
| Plaats | Land       | Artiest         | Titel              | Punten |
| ------ | ---------- | --------------- | ------------------ | ------ |
| 17     | Zweden     | Ted Gärdestad   | Satellit           | 8      |
| 18     | België     | Micha Marah     | Hey nana           | 5      |
| 18     | Oostenrijk | Christina Simon | Heute in Jerusalem | 5      |